# Arif Əsədov
Arif Gülağa oğlu Əsədov (ur. 18 sierpnia 1970 w Baku) – azerski piłkarz grający na pozycji obrońcy. Był reprezentantem Azerbejdżanu.

## Kariera klubowa
Swoją karierę piłkarską Əsədov rozpoczął w klubie Neftczi Baku, grającego w wyższej lidze radzieckiej. W 1988 roku awansował do kadry pierwszej drużyny i 27 marca 1988 zadebiutował w nim w przegranym 0:2 wyjazdowym meczu z Žalgirisem Wilno. Na koniec sezonu 1988 spadł z Neftczi do pierwej ligi. W 1992 roku zaczął z nim grać w rozgrywkach nowo powstałej azerskiej ekstraklasie. W sezonie 1992 wywalczył z Neftçi tytuł mistrza Azerbejdżanu. Zawodnikiem Neftçi był do końca 1993 roku.
Na początku 1994 Əsədov przeszedł do rosyjskiego Spartaka Władykaukaz. Swój debiut w nim w Priemjer-Lidze zaliczył 19 marca 1994 w zwycięskim 2:1 domowym meczu z Urałmaszem Jekaterynburg. W Spartaku spędził rok.
W 1995 roku Əsədov wrócił do Neftçi. W sezonie 1995/1996 wywalczył z nim dublet – mistrzostwo i Puchar Azerbejdżanu, a w sezonie 1996/1997 został mistrzem tego kraju. W sezonie 1997/1998 grał natomiast w innym klubie z Baku, Dinamie, z którym został wicemistrzem Azerbejdżanu.
W 1998 roku Əsədov znów trafił do rosyjskiej ligi i został zawodnikiem FK Tiumeń. Zadebiutował w nim 28 marca 1998 w przegranym 0:4 wyjazdowym spotkaniu z Lokomotiwem Moskwa. Na koniec sezonu 1998 spadł z nim do Pierwyj diwizion. W 1999 roku grał w Anży Machaczkała, z którym wywalczył awans do Priemjer-Ligi.
W 2000 roku Əsədov wrócił do Azerbejdżanu i wiosną 2000 grał w Qarabağu. Latem 2000 wrócił do Neftçi. W sezonie 2000/2001 wywalczył wicemistrzostwo kraju, a w sezonie 2001/2002 oprócz wicemistrzostwa zdobył także Puchar Azerbejdżanu. W latach 2002–2004 był piłkarzem Qarabağu. W sezonie 2004/2005 był zawodnikiem, najpierw Xəzəru Lenkoran, z którym został wicemistrzem Azerbejdżanu, a następnie Gəncə FK. Po sezonie 2004/2005 zakończył karierę.
| Sezon   | Klub                | Kraj        | Rozgrywki        | Mecze | Gole |
| ------- | ------------------- | ----------- | ---------------- | ----- | ---- |
| 1988    | Neftczi Baku        | ZSRR        | Wyższa liga      | 13    | 0    |
| 1989    | Neftczi Baku        | ZSRR        | Pierwaja liga    | 33    | 1    |
| 1990    | Neftczi Baku        | ZSRR        | Pierwaja liga    | 33    | 2    |
| 1991    | Neftczi Baku        | ZSRR        | Pierwaja liga    | 38    | 1    |
| 1992    | Neftçi PFK          | Azerbejdżan | Premyer Liqası   | 28    | 0    |
| 1993    | Neftçi PFK          | Azerbejdżan | Premyer Liqası   | 17    | 0    |
| 1993/94 | Neftçi PFK          | Azerbejdżan | Premyer Liqası   | 14    | 0    |
| 1994    | Spartak Władykaukaz | Rosja       | Priemjer-Liga    | 20    | 1    |
| 1994/95 | Neftçi PFK          | Azerbejdżan | Premyer Liqası   | 4     | 1    |
| 1995/96 | Neftçi PFK          | Azerbejdżan | Premyer Liqası   | 17    | 0    |
| 1996/97 | Neftçi PFK          | Azerbejdżan | Premyer Liqası   | 27    | 0    |
| 1997/98 | Dinamo Baku         | Azerbejdżan | Premyer Liqası   | 10    | 0    |
| 1998    | FK Tiumeń           | Rosja       | Priemjer-Liga    | 25    | 0    |
| 1999    | Anży Machaczkała    | Rosja       | Pierwyj diwizion | 7     | 0    |
| 1999/00 | Qarabağ FK          | Azerbejdżan | Premyer Liqası   | 18    | 2    |
| 2000/01 | Neftçi PFK          | Azerbejdżan | Premyer Liqası   | 19    | 0    |
| 2001/02 | Neftçi PFK          | Azerbejdżan | Premyer Liqası   | 15    | 0    |
| 2002/03 | Qarabağ FK          | Azerbejdżan | Premyer Liqası   | 0     | 0    |
| 2003/04 | Qarabağ FK          | Azerbejdżan | Premyer Liqası   | 23    | 0    |
| 2004/05 | Xəzər Lenkoran      | Azerbejdżan | Premyer Liqası   | 15    | 0    |
| 2004/05 | Gəncə FK            | Azerbejdżan | Premyer Liqası   | 4     | 0    |

## Kariera reprezentacyjna
Əsədov grał w młodzieżowych reprezentacjach Związku Radzieckiego na szczeblach U-16, U-18 i U-20. Z kadrą U-16 wystąpił na Mistrzostwach Świata U-16 w 1987, z kadrą U-18 na Mistrzostwach Europy U-18 w 1988, a z kadrą U-20 na Mistrzostwach Świata U-20 w 1989.
W reprezentacji Azerbejdżanu Əsədov zadebiutował 25 maja 1993 w przegranym 0:1 towarzyskim meczu z Gruzją, rozegranym w Gandży, gdy w 36. minucie zmienił Mehmana Yunusova. Grał w eliminacjach do Euro 96, do MŚ 1998 i do Euro 2000. Od 1993 do 2002 rozegrał w kadrze narodowej 46 meczów.

## Kariera trenerska
Po zakończeniu kariery piłkarskiej Əsədov pracował jako trener. Dwukrotnie prowadził zespół Neftçi PFK w latach 2010–2011 i 2014–2015. W sezonie 2010/2011 doprowadził go do wywalczenia mistrzostwa Azerbejdżanu. W latach 2017–2018 pracował w Sabahu Baku.